# Мексика на зимних Олимпийских играх 1928
Мексика принимала участие в Зимних Олимпийских играх 1928 года в Санкт-Морице (Швейцария) в первый раз за свою историю, но не завоевала ни одной медали.
Следующее выступление сборной Мексики на Зимних Олимпийских Играх пройдет через 56 лет.

## Состав сборной
Сборная страны состояла из 5 спортсменов: все — мужчины, все бобслеисты.

## Результаты

### Бобслей
Соревнования состоялись 18 февраля на Олимпийской бобслейной трассе Санкт-Мориц — Челерина. Первый заезд мексиканцев был неудачным: 16 результат из 23 экипажей, второй заезд был гораздо лучше: 8 из 22. В итоге мексиканская команда занял 11 место, что остаётся лучшим результатом для мексиканского бобслея по сей день.
Мужчины
| Спортсмены                                                        | Соревнование | 1 заезд | 1 заезд | 2 заезд | 2 заезд | Результат   | Результат |
| Спортсмены                                                        | Соревнование | Время   | Место   | Время   | Место   | Общее время | Место     |
| ----------------------------------------------------------------- | ------------ | ------- | ------- | ------- | ------- | ----------- | --------- |
| Лоренсо Элисага Марио Касасус Хенаро Диас Хосе Диас Хуан де Ланда | Пятёрки      | 1:44.9  | 16      | 1:42.8  | 8       | 3:27.7      | 11        |